# Tabanus brunnipes
Tabanus brunnipes är en tvåvingeart som beskrevs av Schuurmans Stekhoven 1926. Tabanus brunnipes ingår i släktet Tabanus och familjen bromsar. Inga underarter finns listade i Catalogue of Life.